# 2705 У
2705 У (2705 Wu) — астероїд головного поясу, відкритий 9 жовтня 1980 року.
Тіссеранів параметр щодо Юпітера — 3,653.
Названо на честь американського фотограмметриста Шермана У (кит.: 呉), китайського походження.